# Ras Kamboni
Ras Kamboni eller Ras Chiambone (på italienska Capo Chiambone,på somaliska Ras Kambooni), fiskeby i södra Somalia, nära gränsen till Kenya.
Det sista fäste som hölls av Islamiska domstolarnas högsta råd sedan Etiopien, den 24 december 2006, förklarat krig mot dessa. Etiopiens väpnade styrkor uppges lördagen den 13 januari 2007 ha intagit Ras Kamboni och fördrivit islamistmilisen.
Parlamentsledamoten Abdirashid Mohammed Hidig meddelade samtidigt att etiopiska flyganfall fortsätter i området. Hidig hävdade också att USA har små elitstyrkor på plats, en uppgift som USA ännu inte officiellt bekräftat.